# Nederlandse Omroep Stichting
Nederlandse Omroep Stichting o NOS è una delle aziende pubbliche che compongono la radiotelevisione di stato dei Paesi Bassi (Nederlandse Publieke Omroep).

## Palinsesto
La NOS si occupa della produzione di trasmissioni informative e sportive, tra cui il NOS Journaal trasmesso su NPO 1, NPO 2, NPO 3 e su NPO Radio 1. 
Per la NOS lavorano circa 700 giornalisti ed assistenti.